# ميخائيل جوزيف بيجلي
ميخائيل جوزيف بيجلي (بالإنجليزية: Michael Joseph Begley)‏ هو كاهن كاثوليكي أمريكي، ولد في 12 مارس 1909 في ماساتشوستس في الولايات المتحدة، وتوفي في 9 فبراير 2002.